# NGC 6027
NGC 6027 је лентикуларна галаксија у сазвежђу Змија која се налази на NGC листи објеката дубоког неба. Ова галаксија је део Сејфертовог сектета.
Деклинација објекта је + 20° 45' 50" а ректасцензија 15h 59m 12,5s. Привидна величина (магнитуда) објекта NGC 6027 износи 13,2 а фотографска магнитуда 14,2. NGC 6027 је још познат и под ознакама .